# Лазаркьой
Лазаркьой или Лазари (на турски: Yazlık) е село в Източна Тракия, Турция, Вилает Истанбул.

## География
Селото се намира на 24 км североизточно от гр. Чаталджа до езерото Деркос.

## История
При атаката Чаталджанската укрепена турска линия в Балканската война на 4 ноември 1912 г., фортът при Лазаркйой е завладян на нож от 29 пехотен Ямболски полк и отстояван четвърт денонощие, докато полкът не привършва всичките си боеприпаси.

## Личности
Починали в Лазаркьой
- Илия Василев Бахчеванов, български военен деец, младши подофицер, загинал през Балканската война на 4 ноември 1912 година[3]